# 뱅센 숲

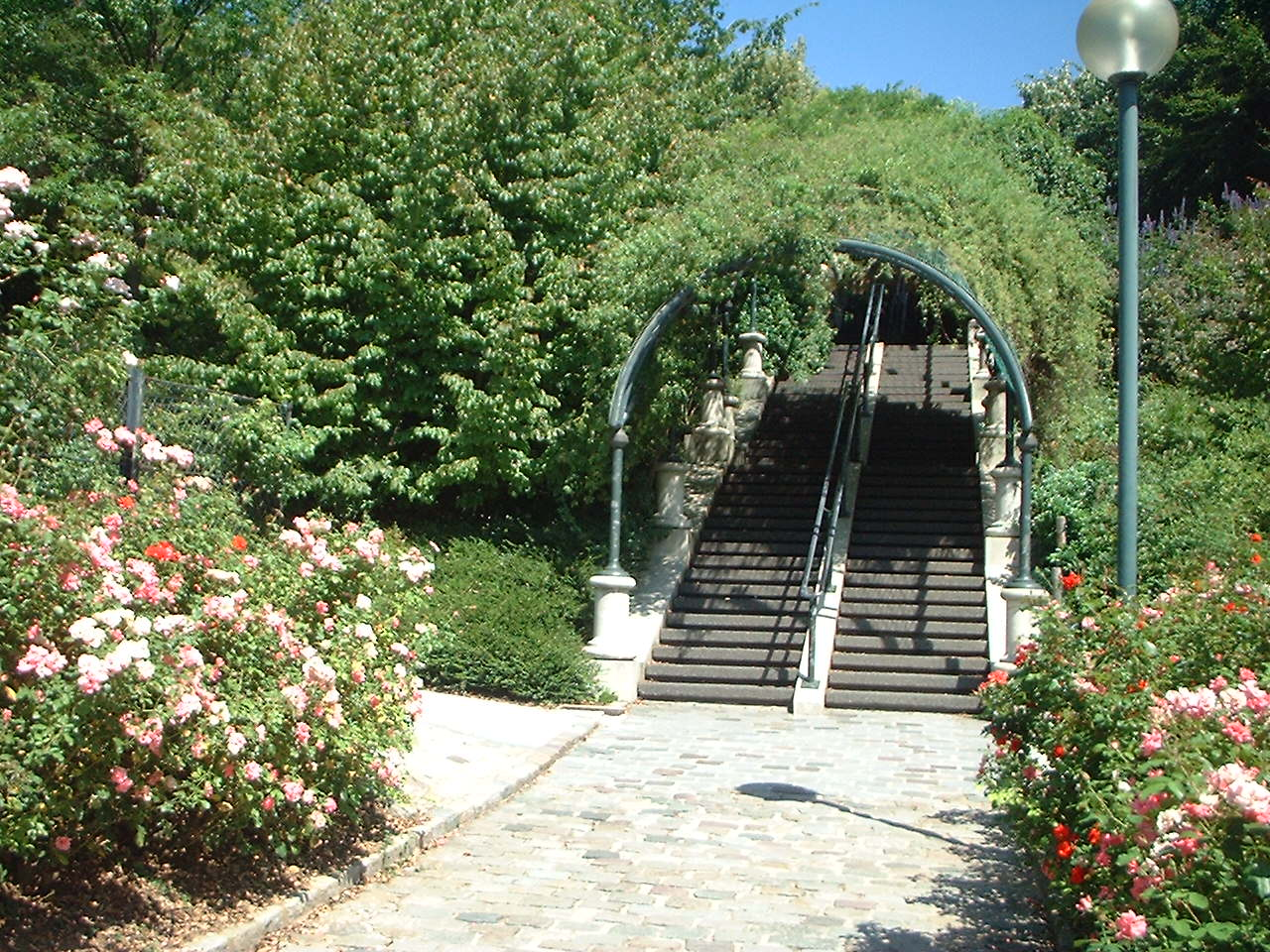
뱅센 숲의 모습

뱅센 숲(프랑스어: Bois de Vincennes)은 프랑스 파리 12구에 위치한 삼림공원이다.

## 같이 보기
- 불로뉴 숲